# Manja Blok
Manja Blok (Amsterdam, 1964) is een Nederlands piloot. Ze was de eerste operationele vrouwelijke F-16-piloot ter wereld.
Blok groeide op in Amsterdam. Nadat ze het Atheneum-B had afgerond ging ze op aanraden van haar vader naar de Rijksluchtvaartschool. Ze haalde echter het toelatingsexamen niet. Het advies was: ongeschikt als piloot. Hierna werkte ze een jaar en vervolgens besloot ze, net als haar moeder, een opleiding tot schoonheidsspecialist doen.

## Koninklijke Luchtmacht
In 1986 bezocht ze een Open Dag van Koninklijke Luchtmacht (KLu). De veelzijdigheid van het werk bij defensie trok haar aan en ze besloot zich in te schrijven. Bij een vraag op het inschrijfformulier over mogelijke functies kruiste ze "piloot" aan. Tot haar eigen verbazing kwam ze door alle selectieprocedures heen en kon ze bij de KLu beginnen aan de opleiding tot vlieger. De eerste keer dat ze in een vliegtuig stapte, was een trainingsvlucht in een Beechcraft Bonanza op vliegveld Eelde. In eerste instantie twijfelde ze nog of dit was wat ze wilde, maar toen een instructeur in een F-16 vlak over haar hoofd vloog, wist ze wat ze wilde worden: F-16-piloot. Ze doorliep de opleiding tot officier en vertrok naar de Verenigde Staten voor een opleiding tot straaljagerpiloot op Sheppard Air Force Base in Texas. In de jaren 80 had de KLu alle functies opengesteld voor zowel mannen als vrouwen. Hierin liep Nederland internationaal gezien voorop.  Bij de KLu vloog ze eerst op de NF-5 en later op de F-16. Blok werd hierdoor in 1991 de eerste operationele vrouwelijke F-16-piloot ter wereld. Van 1987 tot 1999 werkte ze bij de luchtmacht als gevechtsvlieger en Tactisch Wapeninstructeur.

### Joegoslavië
In 1993 werd 322 Squadron, waar Blok deel van uitmaakte, uitgezonden van Vliegbasis Leeuwarden naar de Italiaanse basis Villafranca om deel te nemen aan de Operatie Deny Flight boven het voormalig Joegoslavië ten tijde van de Joegoslavische oorlogen. De taak was om het door de Verenigde Naties ingestelde vliegverbod boven Bosnië-Herzegovina af te dwingen. De vraag om luchtsteun op de grond werd echter steeds luider. Met name rond ingestelde veilige enclaves zoals Srebrenica. Op 11 juli 1995 was Blok als vluchtleider met haar wingman bezig met een oefenmissie boven de Adriatische Zee toen de opdracht kwam om luchtsteun te geven boven Bosnië-Herzegovina. Hierop gooiden beide F-16's bommen af op Servische tanks die oprukten in de richting van Srebrenica en hierna keerden ze terug naar de basis in Italië. Het was de eerste gevechtsactie van een Nederlands vliegtuig sinds de Tweede Wereldoorlog. Tot verdere acties kwam het niet, omdat dit door de top van de  legerleiding niet werd toegestaan. Twee dagen later was Srebrenica gevallen.

## Burgerluchtvaart
In 1999 vertrok ze bij defensie om meer tijd aan haar gezin te kunnen besteden. Sinds 2000 was ze piloot bij Transavia op een Boeing 737-800. Na haar verplichte pensioen bij Transavia in 2024 zette ze haar carrière als piloot voort bij Corendon Dutch Airlines.